# 외국
외국(外國)은 자국 이외의 다른 나라 · 지역을 가리킨다. 외국의 국민을 외국인이라고 한다. 지리적인 구분보다 정치적, 경제적, 문화적인 구분 등의 외교에서 의미가 강하다. 자국과 비교하는 경우에 사용되는 경우가 많으며, 유사한 단어로는 이국(異國), 이방(異邦), 타국(他國), 외지(外地), 해외(海外) 등이 있다.

## 같이 보기
- 해외